# قالدیغایتی
قالدیغایتی (به قزاقی: Kaldygaity) یک رود در قزاقستان است که در استان قزاقستان غربی واقع شده‌است.